# Doamna din Avalon
Doamna din Avalon (1997) (titlu original Lady of Avalon) este un roman scris de Marion Zimmer Bradley și Diana L. Paxson (aceasta din urmă nefiind creditată pe coperta cărții).
În cronologia internă a seriei Avalon, acțiunea din prima parte a cărții se petrece după evenimentele descrise în Sanctuarul, evenimentele din cea de-a doua parte sunt contemporane cu cele prezentate în Preoteasa din Avalon, în timp ce a treia parte constituie un prolog al cărții Negurile.

## Compunerea romanului
Întrucât romanul Sanctuarul a avut parte de o primire bună în rândul cititorilor, editorii au îndemnat-o pe Bradley să scrie încă o carte în cadrul seriei. Deoarece starea sănătății autoarei se deteriorase considerabil și nu-i mai permitea să scrie decât pasaje scurte, Paxson i-a sugerat să împartă cartea în trei secțiuni, fiecare acoperind o perioadă de circa douăzeci de ani, dintre care prima să reprezinte o continuare a finalului Sanctuarului, iar ultima un prolog al Negurilor, descriind copilăria Vivianei.
Pentru secțiunea din mijloc, Pacson și-a propus să nareze povestea Elenei, mama lui Constantin cel Mare. Însă cercetările istorice au convins-o că existau prea multe informații ca să reducă textul la o simplă secțiune, așa încât a lăsat deoparte ideea (folosind-o, ulterior, la redactarea romanului Preoteasa din Avalon) și a apelat la un alt episod din istoria Britaniei romane, revolta lui Carausius.
Pentru a atenua impresia că volumul cuprinde trei povestiri separate, Bradley și Paxson au decis să le unească prin intermediul temei sacrificiului regelui sacru.

## Intriga
Protagoniștii primei părți sunt Caillean și Gawen (fiul Eilanei), prezentați în Sanctuarul. Caillean devine Mare Preoteasă în Avalon, în timp ce Gawen este crescut ca druid și, periodic, primește învățături de la Crăiasa Zânelor. Aceasta din urmă decide ca fiica ei, Sianna, să fie inițiată de preotesele Avalonului, ceea ce va face ca între fată și Gawen să se înfiripe o legătură specială. Sianna rămâne însărcinată cu Gawen, dar acesta nu va apuca să mai trăiască pentru a-și vedea fata, fiind ucis în încercarea de a proteja Avalonul în fața creștinilor și a patrulelor romane. Aceste evenimente o determină pe Caillean să învăluie Avalonul în neguri, pentru ca locul sacru să devină inaccesibil celor care nu stăpânesc magia necesară. Când Caillean îmbătrânește, rolul de Mare Preoteasă îi revine Siannei și, ulterior, fiicei acesteia.
În partea a doua se povestește despre Marea Preoteasă Dierna, care ia sub ocrotirea ei o novice de sânge regal pe nume Teleri. Când primește viziunea Preotectorului Britaniei, un amiral roman pe nume Carausius, o obligă pe Teleri să se mărite cu el pentru a o ajuta să-și păstreze puterea. Anii trec, iar în jurul lui Carausius încep să se adune tot mai mulți dușmani. Teleri îl părăsește pentru a-l susține pe unul dintre acești opozanți să devină Înalt Rege, dar este trădată de Dierna și Carausius, care se aliază. Înaltul Rege încearcă să-i captureze pe Dierna și pe Carausius (care caută adăpost în Avalon), dar moare rănit pe malul lacului Avalon. Peste ani, Teleri revine în Avalon și se împacă cu Dierna, devenind succesoarea ei.
Partea a treia se concentrează asupra Marii Preotese Ana și a celei de-a treia fiice a ei, Viviane. Crescută la o fermă, Viviane este adusă în Avalon de druidul Taliesin când împlinește 13 ani. Deși își duce la bun sfârșit pregătirea de preoteasă, Ana nu-i permite să se inițieze, obligând-o să rămână novice. Acest fapt îi permite să fie prima fecioară după multe secole capabilă să folosească Sfântul Graal păstrat de ordinul druizilor. Temperamentele diferite duc la dese neînțelegeri între Viviane și Ana. Viviane primește inițierea abia când devine iubita lui Vortimer, fiul Înaltului Rege al Britaniei. După moartea acestuia revine în Avalon, dar fiica pe care o poartă în pântece va muri după câteva luni. Ana este și ea însărcinată, dar vârsta înaintată va provoca moartea ei în momentul nașterii; totuși, înaintea morții Anei, ea și Viviane se iartă una pe cealaltă, iar fiica celei dintâi, Morgause, este crescută de Viviane. 

### Împărțirea cărții
| - Personajele din carte - Locuri - Crăiasa Zânelor grăiește: - Partea I - Femeia înțeleaptă. 96-118 d.Hr. - Caillean grăiește: | - Partea a II-a - Marea Preoteasă. 285-293 d.Hr. - Dierna grăiește: - Partea a III-a - Fiica Avalonului. 440-452 d.Hr. - Zâna Zânelor grăiește: |

## Lista personajelor
- Ana - Mare Preoteasă și Doamna din Avalon
- Caillean - Mare Preoteasă, fostă membră a Casei Pădurii
- Marcus Aurelius Musaeus Carausius - amiral al flotei Britaniei, ulterior Împărat al Britaniei
- Ceridachos - arhidruid
- Crăiasa Zânelor
- Dierna - Mare Preoteasă și Doamna din Avalon
- Gawen - fiul lui Eilan și a lui Gaius Marcellius
- Igraine - a patra fiică a Anei
- Părintele Iosif din Arimateea - conducător al comunității creștine
- Morgause - a cincea fiică a Anei
- Sianna - fata Crăiesei Zânelor
- Taliesin - bard șef
- Teleri - prințesă a durotrigilor
- Viviane - a treia fiică a Anei
- Vortimer - al doilea fiul al lui Uther (unul dintre războinicii Împăratului Britaniei Ambrosius Aurelianus)

## Opinii critice
Publisher's Weekly remarcă faptul că Bradley combină "poveștile de dragoste, detaliile istorice bogate, minunile magiei, aventura și sentimentele feministe într-un romanul de genul celui dorit de fanii ei". The New York Times apreciază că "lectura volumului Doamna din Avalon este profund emoționantă și, pe alocuri, constituie o experiență stranie", în timp ce Mary Renault vede în acest volum "un veritabil festin al imaginației".